# Măgurele (Ilfov)
Pour les articles homonymes, voir Măgurele.
Măgurele  est une ville roumaine située dans le județ d'Ilfov.

## Démographie
Lors du recensement de 2011, 92,68 % de la population se déclarent roumains et 1,93 % comme roms (0,28 % déclarent une autre appartenance ethnique et 5,09 % ne déclarent pas d'appartenance ethnique).

## Politique
| Parti | Parti                           | Sièges |
| ----- | ------------------------------- | ------ |
|       | Parti national libéral (PNL)    | 9      |
|       | Parti social-démocrate (PSD)    | 7      |
|       | Parti Mouvement populaire (PMP) | 1      |